# Still Smokin
Still Smokin est un film américain réalisé par Cheech et Chong, sorti en 1983.

## Fiche technique
- Réalisation :Cheech et Chong
- Scénario : Cheech et Chong
- Photographie : Harvey Harrison
- Musique : George S. Clinton
- Société de production : Paramount Pictures
- Date de sortie : 
  - États-Unis : 6 mai 1983

## Distribution
- Cheech Marin : Cheech
- Tommy Chong : Chong
- Hans Man in 't Veld : Promoteur
- Carol van Herwijnen : Hotel Manager
- Shireen Strooker : Assistant Manager
- Susan Hahn : Hotel Maid
- Arjan Ederveen : Bellboy
- Kees Prins : Bellboy